# バンダイナムコピクチャーズ
株式会社バンダイナムコピクチャーズ（英: Bandai Namco Pictures Inc.）は、日本のアニメ制作会社。株式会社バンダイナムコフィルムワークスの完全子会社。日本動画協会準会員。アニメ作品でのテロップ表記は「BN Pictures」（ビーエヌ・ピクチャーズ）としており、著作権表記では「BNP」の略称を用いている。

## 概要

旧ロゴ（ - 2022年）

2015年4月にアニメ制作会社のサンライズ（後のバンダイナムコフィルムワークス）から、キッズ・ファミリー層向けを中心とした制作部門の一部を分社し設立した。
この分社化は小回りの利く組織として企画開発の迅速化を図ると共に、バンダイナムコグループ各社と緊密な連携、特に玩具やグッズ展開などトイホビー事業との連携強化をする為、バンダイナムコグループが打ち出した施策の一環によるものである。
このような設立経緯により、基本的にはキッズ・ファミリー層向け作品を主軸として制作しているが、サンライズから移管された作品のうち、『銀魂』シリーズ、『TIGER & BUNNY』シリーズなどいくつかは一般的にハイターゲット（高年齢）向けと認知されている作品もある。また2019年以降は漫画・小説原作の作品元請制作を、手掛けることが多くなっている。
設立時は後述するサンライズから移管された作品を受け継ぐ形で作品を制作。当初からバンダイナムコピクチャーズが制作する作品としては2015年に放送されたテレビアニメ作品『ブレイブビーツ』が第1作目。翌2016年10月には初の深夜帯アニメ『ドリフェス!』も放送開始された。
2021年10月18日にサンライズが新本社「ホワイトベース」（東京都杉並区荻窪4丁目30番16号藤澤ビル内）を稼働させたのに伴い、サンライズ・バンダイナムコピクチャーズ・SUNRISE BEYOND・サンライズミュージックのグループ4社の都内にある拠点を同所に集約することになり、バンダイナムコピクチャーズは2022年1月に東京都練馬区下石神井4丁目1番10号MNビル1Fから移転した。
制作スタジオとしては、ホワイトベースにある本社スタジオのほか、2018年8月には大阪府大阪市淀川区に大阪スタジオを設立、2019年10月にはスタジオダブを買収し、福島県いわき市にいわきスタジオを開設している。

## 主なサンライズからの移管作品
- ケロロ軍曹シリーズ（2004年、第6スタジオ制作）
- まじめにふまじめ かいけつゾロリシリーズ（2005年、第5スタジオ制作）
- 銀魂シリーズ（2006年、第5スタジオ制作）
- 古代王者恐竜キングシリーズ（2007年、第10スタジオ制作）
- バトルスピリッツシリーズ（2008年、第9スタジオ制作）
- テイルズ オブ ジ アビス（2008年、第1スタジオ制作）
- TIGER & BUNNYシリーズ（2011年、第6スタジオ制作）
- ファイ・ブレインシリーズ（2011年、第10スタジオ制作）
- アイカツ!シリーズ（2012年、第9スタジオ→第5スタジオ制作）
- トライブクルクル（2014年、亜細亜堂制作協力）

## 制作作品

### テレビアニメ
| 開始年 | 放送期間         | タイトル                                                        | 監督                    | 備考                                |
| ------ | ---------------- | --------------------------------------------------------------- | ----------------------- | ----------------------------------- |
| 2015年 | 4月 - 2016年3月  | アイカツ!                                                       | 木村隆一                | サンライズから継承（第127 - 178話） |
| 2015年 | 4月 - 2016年3月  | バトルスピリッツ 烈火魂 ＜バーニングソウル＞                    | 杉島邦久                |                                     |
| 2015年 | 4月 - 2016年3月  | 銀魂゜                                                          | 宮脇千鶴                |                                     |
| 2015年 | 4月 - 10月       | トライブクルクル                                                | 藤森雅也                | サンライズから継承（第25 - 50話）   |
| 2015年 | 10月 - 2016年3月 | ブレイブビーツ                                                  | 村野佑太                |                                     |
| 2016年 | 4月 - 2017年3月  | バトルスピリッツ ダブルドライブ                                 | 杉島邦久                |                                     |
| 2016年 | 4月 - 2017年3月  | アイカツスターズ!                                               | 佐藤照雄                |                                     |
| 2016年 | 10月 - 2017年4月 | クラシカロイド                                                  | 藤田陽一                | 第1シリーズのみ実制作はサンライズ   |
| 2016年 | 9月 - 2017年9月  | ヘボット!                                                       | 石平信司                |                                     |
| 2016年 | 10月 - 12月      | ドリフェス!                                                     | 村野佑太                |                                     |
| 2017年 | 1月 - 3月        | 銀魂.                                                           | 宮脇千鶴                | 烙陽決戦篇                          |
| 2017年 | 10月 - 12月      | 銀魂.                                                           | 宮脇千鶴                | ポロリ篇                            |
| 2017年 | 4月 - 2018年3月  | アイカツスターズ!（第2部）                                      | 佐藤照雄                |                                     |
| 2017年 | 10月 - 12月      | ドリフェス!R                                                    | 村野佑太                |                                     |
| 2017年 | 10月 - 2018年3月 | クラシカロイド（第2シリーズ）                                   | 馬引圭                  |                                     |
| 2018年 | 1月 - 3月        | 銀魂.                                                           | 宮脇千鶴                | 銀ノ魂篇前半                        |
| 2018年 | 7月 - 10月       | 銀魂.                                                           | 宮脇千鶴                | 銀ノ魂篇後半                        |
| 2018年 | 4月 - 2019年3月  | アイカツフレンズ!                                               | 五十嵐達也              |                                     |
| 2019年 | 1月 - 3月        | B-PROJECT〜絶頂*エモーション〜                                  | 森脇真琴                |                                     |
| 2019年 | 4月 - 9月        | アイカツフレンズ!〜かがやきのジュエル〜                         | 五十嵐達也              |                                     |
| 2019年 | 10月 - 2020年3月 | 魔入りました!入間くん                                           | 森脇真琴                |                                     |
| 2019年 | 10月 - 2020年3月 | アイカツオンパレード!                                           | 五十嵐達也              |                                     |
| 2020年 | 4月 - 11月       | もっと!まじめにふまじめ かいけつゾロリ                          | 緒方隆秀                | 共同制作：亜細亜堂                  |
| 2020年 | 10月 - 2021年4月 | 最響カミズモード!                                               | サトウ光敏              |                                     |
| 2021年 | 1月 - 6月        | アイカツプラネット!                                             | 木村隆一                |                                     |
| 2021年 | 4月 - 10月       | もっと!まじめにふまじめ かいけつゾロリ（第2シリーズ）           | 緒方隆秀                | 共同制作：亜細亜堂                  |
| 2021年 | 4月 - 6月        | セスタス -The Roman Fighter-                                    | 川瀬敏文（総） 門間和弥 |                                     |
| 2021年 | 4月 - 9月        | 魔入りました!入間くん（第2シリーズ）                            | 森脇真琴                |                                     |
| 2022年 | 4月 - 6月        | BIRDIE WING -Golf Girls' Story-                                 | 稲垣隆行                |                                     |
| 2022年 | 4月 - 9月        | もっと!まじめにふまじめ かいけつゾロリ（第3シリーズ）           | 緒方隆秀                | 共同制作：亜細亜堂                  |
| 2022年 | 10月 - 12月      | 後宮の烏                                                        | 宮脇千鶴                |                                     |
| 2022年 | 10月 - 2023年3月 | 魔入りました!入間くん（第3シリーズ）                            | 森脇真琴                |                                     |
| 2023年 | 1月 - 3月        | もののがたり                                                    | 木村隆一                |                                     |
| 2023年 | 4月 - 6月        | BIRDIE WING -Golf Girls' Story-（Season 2）                     | 稲垣隆行                |                                     |
| 2023年 | 7月 - 9月        | もののがたり（第二章）                                          | 木村隆一                |                                     |
| 2024年 | 7月 - 9月        | 杖と剣のウィストリア                                            | 吉原達矢                | 共同制作：アクタス                  |
| 2025年 | 1月 - 6月        | 魔神創造伝ワタル                                                | かまくらゆみ            |                                     |
| 2025年 | 1月 - 6月        | Aランクパーティを離脱した俺は、元教え子たちと迷宮深部を目指す。 | 小野勝巳                |                                     |
| 2025年 | 4月 - 6月        | ロックは淑女の嗜みでして                                        | 綿田慎也                |                                     |
| 2025年 | 10月 -           | 銀魂 3年Z組銀八先生                                             | 森脇真琴（総） 東田夏実 |                                     |
| 2025年 | 10月 -           | しゃばけ                                                        | 大川貴大                |                                     |

### 劇場アニメ
| 公開年 | タイトル                                                      | 監督                    | 共同制作             |
| ------ | ------------------------------------------------------------- | ----------------------- | -------------------- |
| 2015年 | アイカツ!ミュージックアワード みんなで賞をもらっちゃいまSHOW! | 木村隆一                |                      |
| 2015年 | 映画かいけつゾロリ うちゅうの勇者たち                         | 岩崎知子                | 亜細亜堂             |
| 2016年 | 劇場版アイカツスターズ!                                       | 綿田慎也                |                      |
| 2016年 | アイカツ!〜ねらわれた魔法のアイカツ!カード〜                  | 木村隆一                |                      |
| 2017年 | くまのがっこう パティシエ・ジャッキーとおひさまのスイーツ     | 児玉徹朗                |                      |
| 2017年 | 映画かいけつゾロリ ZZ（ダブルゼット）のひみつ                 | 藤森雅也                | 亜細亜堂             |
| 2021年 | 銀魂 THE FINAL                                                | 宮脇千鶴                |                      |
| 2021年 | フラ・フラダンス                                              | 水島精二（総） 綿田慎也 |                      |
| 2022年 | 劇場版アイカツプラネット!                                     | 木村隆一                |                      |
| 2022年 | アイカツ! 10th STORY 〜未来へのSTARWAY〜                      | 木村隆一                |                      |
| 2022年 | 映画かいけつゾロリ ラララ♪スターたんじょう                    | 緒方隆秀                | 亜細亜堂             |
| 2023年 | アイカツ! 10th STORY 〜未来へのSTARWAY〜（2023年版）          | 木村隆一                |                      |
| 2025年 | アイカツ!×プリパラ THE MOVIE -出会いのキセキ!-                | 大川貴大                | タツノコプロ（3DCG） |

### Webアニメ
| 配信年 | タイトル                                                | 監督       |
| ------ | ------------------------------------------------------- | ---------- |
| 2018年 | ているず おぶ ざ れいず 劇場                            | 佐々木忍   |
| 2019年 | ファイトリーグ ギア・ガジェット・ジェネレーターズ       | 中島大輔   |
| 2019年 | バトルスピリッツ サーガブレイヴ                         | 渡辺正樹   |
| 2019年 | テイルズ オブ ザ レイズ エバーラスティング デスティニー | 添野恵     |
| 2020年 | アイカツオンパレード!ドリームストーリー                 | 五十嵐達也 |
| 2020年 | バトルスピリッツ 赫盟のガレット                         | 渡辺正樹   |
| 2021年 | バトルスピリッツ ミラージュ                             | 渡辺正樹   |
| 2022年 | TIGER & BUNNY 2                                         | 加瀬充子   |

### ゲーム
| 発売年 | タイトル                   | 備考                       |
| ------ | -------------------------- | -------------------------- |
| 2019年 | テイルズ オブ ザ レイズ    | 第3部オープニングムービー  |
| 2019年 | プリンセスコネクト!Re:Dive | ショートアニメーション制作 |

## 関連人物

### アニメーター・演出家
- 高橋晃（いわきスタジオ所属）
- 森脇真琴
- 木村隆一

### 制作
- 佐藤弘幸（代表取締役社長）
- 宮河恭夫（元代表取締役社長）
- 尾崎雅之（元代表取締役社長）
- 関山晃弘